# 阿尔卡季·沃尔斯基
阿尔卡季·伊万诺维奇·沃尔斯基（俄语：Арка́дий Ива́нович Во́льский，1932年5月15日—2006年9月9日），苏共中央委员，曾担任苏联国民经济运作管理委员会副主任、苏共中央总书记的事务助理，1983年12月苏共中央全会召开前，曾负责传达安德罗波夫的发言稿附件，但被第聂伯罗彼得罗夫斯克帮湮没。蘇聯解體後，擔任俄羅斯工業家和企業家聯盟主席。2006年因急性白血病去世。